# Gilgit-Baltistán
Gilgit-Baltistán, anteriormente conocido como Áreas del Norte, es una entidad política bajo control de Pakistán.
- en urdu: گلگت - بلتستان‎
- en balti: གིལྒིཏ་བལྟིསྟན

Limita
al oeste con la provincia pakistaní de Jaiber Pastunjuá;
al norte, con el corredor de Waján (en Afganistán);
al este y noreste, con la región autónoma de Sinkiang (en la República Popular China);
al suroeste, con Cachemira Azad; y
al sureste, con el estado de Jammu y Cachemira (administrado por la India, que reclama Gilgit-Baltistán como parte de ese estado).

Gilgit-Baltistán cubre un área de 72 971 km², muy montañosa y localizada al oeste del río Indo, y tiene una población estimada de algo más de 1,1 millones de habitantes. Su centro administrativo es la ciudad de Gilgit (216 760 habitantes).
En la región se habla urdu, pashto, shina, balti, wakhi y buruchasquio,  además de inglés.
Su antiguo nombre Áreas del Norte se decía Northern Areas (en inglés) y en urdu: شمالی علاقہ جات‎ [Shumālī Ilāqe Jāt].

## Historia
Cuando los británicos abandonaban el subcontinente debido a la fuerte derrota en la Segunda Guerra Mundial (1939‑1945), las sublevaciones y las rebeliones pusieron toda la región en conflagración. En el mismo año los pueblos de la región de Gilgit dirigieron un movimiento de liberación. El movimiento se extendió más adelante al Baltistán, que condujo eventual a una guerra de la liberación, y en el 1 de noviembre de 1947 la región fue liberada de la ocupación de majarash de Jammu y Cachemira. El majarás quería anexar la región con la India, después de la partición de la India y el Pakistàn en 1947. 
La región había sido un estado independiente por un período de 16 días. Dos semanas después de la liberación de la región, el Pakistán envió a su agente político, que se hizo cargo de la región. Ello derivó en la guerra indo-pakistaní de 1947 que hizo que las fuerzas pakistaníes se retiraran. Sin embargo, la guerra no fue ganada claramente por ningún contendiente y se acordó un alto el fuego en 1948.
El territorio se volvió una unidad administrativa separada en 1970 con el nombre de Áreas del Norte, nombre que fue utilizado por primera vez por las Naciones Unidas, por la amalgama de la Agencia de Gilgit, el distrito de Baltistán, el distrito de Ladakh Wazarat, y los estados de Hunza y Nagar.
La disputa por el glaciar de Siachen generó un conflicto militar intermitente entre la India y Pakistán desde abril de 1984 hasta el cese del fuego en 2003. El área del glaciar no había sido ocupada por ninguno de los dos países hasta el inicio del conflicto y al finalizar el mismo la India permaneció en control del glaciar y sus tributarios ganando un área de 3000 km².

## Estatus autónomo
La principal demanda del pueblo de Gilgit-Baltistán es integrar su área en Pakistán y hacerla constitucionalmente una provincia pakistaní.
El 29 de agosto de 2009, la «Gilgit-Baltistan Empowerment and Self-Governance Order, 2009», fue aprobada por el gabinete pakistaní y posteriormente firmada por el presidente de Pakistán, remplazando el «Northern Areas Legal Framework Order 1994». La ley introdujo el cambio de nombre del territorio y reconoció el autogobierno al pueblo de Gilgit-Baltistán por la creación de, entre otras cosas, una asamblea legislativa electiva. Gilgit-Baltistán ganó así de facto el mismo estatus que las provincias de Pakistán sin serlo constitucionalmente.
Oficialmente, Pakistán ha rechazado los pedidos populares de Gilgit-Baltistán por una mayor integración en el país debido a que podría perjudicar sus obligaciones internacionales en la disputa de Cachemira. El gobierno está encabezado por un gobernador designado por el presidente de Pakistán.
Un intento en 1993 del Tribunal Supremo de Cachemira Azad por anexionar Gilgit-Baltistán a su jurisdicción fue anulado por la Corte Suprema de Pakistán, tras las protestas de la predominante población chiita de Gilgit Baltistán, quienes temen ser dominados por la mayoría sunita de los cachemires.

## Subdivisiones
Gilgit-Baltistán está dividido en siete distritos agrupados en dos divisiones.
| División                  | Distrito    | Área (km²). | Población (1998). | Cabecera              |
| ------------------------- | ----------- | ----------- | ----------------- | --------------------- |
| Baltistán                 | Ghanche     | 9400        | 88 366            | Khaplu                |
|                           | Skardu      | 18 000      | 214 848           | Skardu                |
| Gilgit                    | Gilgit      | 39 300      | 383 324           | Gilgit                |
|                           | Diamir      | 10 936      | 131 925           | Chilas                |
|                           | Ghizar      | 9635        | 120 218           | Gahkuch               |
|                           | Astore      | 8657        | 71 666            | Gorikot               |
|                           | Hunza-Nagar |             |                   | Aliabad, Sikandarabad |
|                           |             |             |                   |                       |
| Gilgit-Baltistán, totales | 7 distritos | 72 971      | 970 347           | Gilgit                |

## Geografía
La región contiene algunos de los picos más altos del mundo. Las cordilleras más importantes son el Karakórum y el Himalaya oriental. Las montañas del Pamir se encuentran al norte y el Hindu Kush al oeste. Entre las montañas más altas se encuentran el K2 y el Nanga Parbat, dos de las montañas de más difícil escalada del mundo.

## Clima
El clima varía ampliamente según cada distrito, influido sobre todo por la altitud que varía grandemente. Hay ciudades como Gilgit y Chilas muy calurosas durante el día en verano y valles como los de Astore, Khaplu, Yasin, Hunza y Nagar donde las temperaturas son frías incluso en verano.